# Eva Hajičová
Eva Hajičová (ur. 23 sierpnia 1935) – czeska językoznawczyni i profesor lingwistyki w Instytucie Językoznawstwa Formalnego i Stosowanego, na Wydziale Matematyczno-Fizycznym Uniwersytetu Karola w Pradze. Zajmuje się językoznawstwem ogólnym i komputerowym, zwłaszcza semantyczną strukturą zdania i badaniem dyskursu.
Jej syn, prof. Jan Hajič, był w latach 2003–2011 dyrektorem Instytutu Językoznawstwa Formalnego i Stosowanego na Uniwersytecie Karola.

## Życiorys
Ukończyła studia (języki angielski i czeski) na Wydziale Filozoficznym Uniwersytetu Karola w Pradze. Ma dwóch synów, Jana i Tomáša.
Do 2000 r. kierowała Instytutem Językoznawstwa Formalnego i Stosowanego na Wydziale Matematyczno-Fizycznym Uniwersytecie Karola; w latach 2000–2004 Centrum Językoznawstwa Komputerowego na tym samym wydziale.
W 1995 r. otrzymała międzynarodową nagrodę Alexandra von Humboldta. W 2003 r. została uhonorowana medalem Ministra Edukacji Republiki Czeskiej w uznaniu jej dorobku pedagogicznego i naukowego w dziedzinie językoznawstwa komputerowego. W 2006 r. otrzymała nagrodę Stowarzyszenia Lingwistyki Komputerowej za całokształt osiągnięć. W 2017 r. została uhonorowana medalem Josefa Hlávky, nagrodą przyznawaną naukowcom czeskim za ogół osiągnięć w nauce. W 2018 r. została laureatką międzynarodowej nagrody Antoniego Zampolliego.
Należy do rad redakcyjnych międzynarodowych czasopism naukowych („Journal of Pragmatics”, „Computers and Artificial Intelligence”, „Linguistica Pragensia”, „Kybernetika”). Była pierwszym prezesem Europejskiej Sekcji Stowarzyszenia Lingwistyki Informatycznej (1982–1987) i prezesem Stowarzyszenia Lingwistyki Komputerowej w roku 1998; prezesem Societas Linguistica Europaea (2006–2007); od 1978 roku jest członkinią Międzynarodowego Komitetu Lingwistyki Komputerowej. W latach 1997–2006 przewodniczyła Praskiemu Kołu Lingwistycznemu. Należy do towarzystw naukowych (krajowych, amerykańskich i europejskich).